# ورقة 20 جنيه إسترليني بنك إنجلترا
ورقة 20 جنيه إسترليني بنك إنجلترا هي ورقة جنيه إسترليني. هي حاليًا ثاني أكبر فئة نقدية يصدرها بنك إنجلترا. طرحت ورقة البوليمر الجديدة الحالية في 20 فبراير 2020 على الوجه صورة إليزابيث الثانية وعلى الظهر صورة الرسام تيرنر. سبقتها نسخة قطنية أصدرت في عام 2002 كان على ظهرها صورة الاقتصادي آدم سميث.

## التاريخ

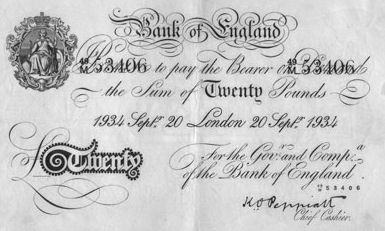
ورقة 20 جنيه من عام 1934.

أصدرت ورقة 20 جنيه إسترليني بنك إنجلترا أول مرة في عام 1725. كانت الأوراق الأولى مكتوبة بخط اليد وأصدرت حسب الحاجة للأفراد. كانت هذه الأوراق مكتوبة على وجه واحد فقط وتحمل اسم المستفيد والتاريخ وتوقيع أمين الصندوق الذي أصدرها. كان من الممكن استبدال هذه الورقة بالكامل أو جزئيًا بمبلغ معادل من الذهب عند تقديمها في البنك باستثناء فترة التقييد بين 1797 و1821، عندما تسببت حروب الثورة الفرنسية والحروب النابليونية في نقص الذهب. أصدرت الأوراق المطبوعة منذ عام 1853 بدلا من الأوراق المكتوبة ونص أتعهد بأن أدفع لحاملها عند الطلب مبلغ عشرة جنيهات، هذا النص موجود على أوراق بنك إنجلترا النقدية حتى يومنا هذا.توقفت بريطانيا عن استخدام معيار الذهب في عام 1931. توقف بنك إنجلترا عن إصدار ورقة 20 جنيه إسترليني في عام 1931 ولم يعد إصدارها حتى عام 1970 في السلسلة D، على وجه الورقة صورة إليزابيث الثانية وصورة القديس جورج والتنين، وعلى ظهرها صورة وليم شكسبير. بدأ التخلص التدريجي من أوراق السلسلة D عندما أصدرت أوراق السلسلة E في عام 1991. كانت ورقة 20 جنيه متعددة الألوان (في الغالب أرجوانية) وعلى ظهرها صورة مايكل فاراداي، عُدل تصميم السلسلة E في عام 1999 فصاعدًا، ووضع على ظهر الورقة صورة إدوارد إلجار.
طرحت ورقة 20 جنيه إسترليني الأكثر شهرة في عام 2007، وهي التي على ظهرها صورة الاقتصادي الاسكتلندي آدم سميث وعمال في مصنع للدبابيس. أضيف ميزات أمنية جديدة إلى الورقة مثل الطباعة الغائرة والعلامة المائية والحروف الضغيرة والصور المجسمة والطباعة بالأشعة فوق البنفسجية.
أعلن بنك إنجلترا في سبتمبر 2015 أنه سيصدر ورقة 20 جنيه إسترليني بوليمر بدلاً من القطن. تبع ذلك إعلان في أبريل 2016 أنه سيستبدل صورة آدم سميث بالرسام تيرنر، طرحت الورقة في 20 فبراير 2020. على ظهر الورقة صورة لتيرنر رسمت عام عام 1799 تقريبًا وجزء من لوحة تيرنر سحب المقاتلة تيميراير إلى مثواها الأخير واقتباس من Light is therefore colour من محاضرة ألقاها تيرنر عام 1818، وتوقيع تيرنر مأخوذ من وصيته.

## التصاميم
| السلسلة           | تاريخ الإصدار  | آخر طبعة | تاريخ السحب    | اللون                            | الحجم                    | التصميم                                             | معلومات إضافية                            |
| ----------------- | -------------- | -------- | -------------- | -------------------------------- | ------------------------ | --------------------------------------------------- | ----------------------------------------- |
| وايت              | 1725           | 1943     | 16 أبريل 1945  | أحادي اللون (على جانب واحد)      | 211 × 133 ملم (قد يختلف) |                                                     | توقفت الطباعة من عام 1945 حتى عام 1970    |
| السلسلة D         | 9 يوليو 1970   | 1991     | 19 مارس 1993   | في الغالب بنفسجي                 | 160 × 90 ملم             | الوجه: الملكة إليزابيث الثانية الظهر: وليم شكسبير   | أول ورقة 20 جنيه إسترليني تحمل صورة الملك |
| السلسلة E         | 5 يونيو 1991   | 2000     | 28 فبراير 2001 | متعدد الألوان (في الغالب بنفسجي) | 149 × 80 ملم             | الوجه: الملكة إليزابيث الثانية الظهر: مايكل فاراداي |                                           |
| السلسلة E (بديلة) | 22 يونيو 1999  | 2007     | 30 يونيو 2010  | متعدد الألوان (في الغالب بنفسجي) | 149 × 80 ملم             | الوجه: الملكة إليزابيث الثانية الظهر: إدوارد إلجار  |                                           |
| السلسلة F         | 13 مارس 2007   | 2020     | 30 سبتمبر 2022 | متعدد الألوان (في الغالب بنفسجي) | 149 × 80 ملم             | الوجه: الملكة إليزابيث الثانية الظهر: آدم سميث      |                                           |
| السلسلة G I       | 20 فبراير 2020 |          |                | متعدد الألوان (في الغالب بنفسجي) | 139 × 73 ملم             | الوجه: الملكة إليزابيث الثانية الظهر: تيرنر (رسام)  | ورقة بوليمر                               |
| السلسلة G II      | منتصف 2024     |          |                | متعدد الألوان (في الغالب بنفسجي) | 139 × 73 ملم             | الوجه: الملك تشارلز الثالث الظهر: تيرنر (رسام)      | أول ورقة نقدية للملك تشارلز الثالث        |

المصدر بنك إنجلترا.

## روابط خارجية
- Bank of England website
- Polymer ten pound note website